# Parque nacional Raimona
El parque nacional Raimona es un parque nacional en Assam, India, ubicado en la subdivisión Gossaigaon del distrito de Kokrajhar. Fue declarado parque nacional el 5 de junio de 2021 por el anuncio del Ministro Principal de Assam, Himanta Biswa Sarma, con motivo del Día Mundial del Medio Ambiente en Gandhi Mandap, Guwahati. El 9 de junio de 2021; se convirtió en parque nacional a través de una Notificación de la Gaceta de Assam n.° FRW.02 / 2021/27 dtd. 8 de junio de 2021. El parque nacional Raimona ubicado en la división forestal de Kachugaon de la subdivisión de Gossaigaon, que se encuentra en el distrito de Kokrajhar de BTR. Es parte de un parche de bosque contiguo con un área de 422 km²  que cubre la parte norte del bosque de Reserva Ripu notificado (508,62 km²), que forma el amortiguador más occidental de la Reserva de Tigres de Manas en las estribaciones del sur del Hotspot de Biodiversidad del Himalaya Oriental.